# Équipe d'Angleterre A de rugby à XV
Ne doit pas être confondu avec Anglo-Saxons.
L'équipe d'Angleterre A de rugby à XV est le nom officiel actuel de l’équipe nationale réserve qui représente l'Angleterre à la place de l'équipe principale dans les compétitions internationales mineures de rugby à XV. Elle est sous le patronage de la Fédération anglaise de rugby à XV.
Cette équipe était préalablement connue sous différents noms tels que « England XV », « England B », « Emerging England » et le plus récent « England Saxons ». Les « Saxons » jouent un rôle clé dans le développement des talents émergents, permettant aux joueurs de gagner en expérience dans un environnement international et de montrer qu'ils sont le niveau pour jouer en équipe première.
England Saxons ont eu une série de 13 victoires jusqu'à la finale de la Churchill Cup de 2009 contre l'« Irlande A », connue comme Ireland Wolfhounds (en). L'équipe anglaise était l'une des trois équipes fondatrice de la compétition, avec le Canada et les États-Unis.

## Histoire et définition
Créée dans les années 1960, l'équipe réserve de l'Angleterre s'appelait consécutivement « England XV » (Angleterre XV) puis « England B » (Angleterre B) jusqu'en 1992, où elle est renommée « England A » (Angleterre A), malgré un match sous le nom de « Emerging England »,. En 2000, dans le cadre de son plan stratégique à long terme, la RFU réexamine le rôle de l'équipe réserve et décide qu'il faut changer son nom. Plusieurs noms sont pris en considération, tels que « England Aces » (les As de l'Angleterre) et « England Bloods » (le sang de l'Angleterre), avant que le nom d'« England Saxons » (les Saxons de l'Angleterre) soit choisi. Ce changement prend effet à la mi-mai 2006, juste avant l'édition annuelle de la Churchill Cup.
Les Saxons sont considérés comme faisant partie intégrante du processus de développement de la RFU, tel que le fait remarquer Andy Robinson, alors sélectionneur de l'équipe première : « Les succès futures du rugby en Angleterre dépendent en grande partie des 15 meilleurs joueurs suivants. (...) Les England Saxons sont un rôle clé dans le processus de développement de l'équipe première (...) Les England Saxons vont donner aux joueurs prometteurs une plateforme pour évoluer dans un environnement international et pour montrer qu'il peuvent monter au niveau supérieur quand ce sera nécessaire. ».
Les matches de England Saxons ne comptent pas pour les matches officiels de l'équipe première d'Angleterre ; les joueurs ne sont donc pas officiellement capés, quel que soit l'adversaire. Par ailleurs, si l'adversaire fait partie d'un tiers inférieur à celui de l'équipe première de l'Angleterre, les joueurs de cette équipe se voient attribuer une cape officielle
En mai 2021, la sélection retrouve son ancien nom d'« England A » (Angleterre A) qui est plus explicite qu'England Saxons.

## Participation aux compétitions internationales
L'England A puis les England Saxons ont participé à la Churchill Cup depuis sa création en 2003 jusqu'à sa dernière édition en 2011. L'équipe jouait deux matches en poule, puis un autre lors des finale et finales de classement.
Les Saxons jouent par ailleurs deux matches chaque saison contre des équipes réserves des autres pays jouant le Tournoi des Six Nations, lors des mêmes weekends des matches de cette compétition. Depuis 2006, les adversaires de ces matches ont été les Ireland Wolfhounds (en) et l'Écosse A.

## Équipe en 2024
(Mis à jour le 23 février 2024)
La liste suivante indique les joueurs convoqués le 25 février 2024 contre l'équipe du Portugal,.
En gras les joueurs ayant déjà eu des capes internationales avec l'équipe d'Angleterre.

### Avants
| Nom               | Poste                  | Naissance         | Club               |
| ----------------- | ---------------------- | ----------------- | ------------------ |
| Seb Blake         | Talonneur              | 5 octobre 2001    | Gloucester Rugby   |
| Jamie Blamire     | Talonneur              | 12 décembre 1997  | Newcastle Falcons  |
| Sam Riley         | Talonneur              | 23 avril 2001     | Harlequins         |
| Fin Baxter        | Pilier                 | 12 février 2002   | Harlequins         |
| Tarek Haffar      | Pilier                 | 13 septembre 2001 | Northampton Saints |
| James Harper      | Pilier                 | 16 octobre 2000   | Sale Sharks        |
| Joe Heyes         | Pilier                 | 13 avril 1999     | Leicester Tigers   |
| Josh Iosefa-Scott | Pilier                 | 16 juillet 1996   | Exeter Chiefs      |
| Ben Bamber        | Deuxième ligne         | 24 janvier 2001   | Sale Sharks        |
| Arthur Clark      | Deuxième ligne         | 19 décembre 2001  | Gloucester Rugby   |
| Charlie Ewels     | Deuxième ligne         | 29 juin 1995      | Bath Rugby         |
| Nick Isiekwe      | Deuxième ligne         | 20 avril 1998     | Saracens           |
| Rus Tuima         | Deuxième ligne         | 21 mai 2000       | Exeter Chiefs      |
| Jack Clement      | Troisième ligne aile   | 27 février 2001   | Gloucester Rugby   |
| Tom Pearson       | Troisième ligne aile   | 26 octobre 1999   | Northampton Saints |
| Guy Pepper        | Troisième ligne aile   | 21 avril 2003     | Newcastle Falcons  |
| Alfie Barbeary    | Troisième ligne centre | 5 octobre 2000    | Bath Rugby         |
| Greg Fisilau      | Troisième ligne centre | 9 juillet 2003    | Exeter Chiefs      |

### Arrières
| Nom                   | Poste            | Naissance         | Club               |
| --------------------- | ---------------- | ----------------- | ------------------ |
| Caolan Englefield     | Demi de mêlée    | 1er novembre 1999 | Gloucester Rugby   |
| Harry Randall         | Demi de mêlée    | 18 décembre 1997  | Bristol Bears      |
| Charlie Atkinson      | Demi d'ouverture | 6 octobre 2001    | Gloucester Rugby   |
| Jamie Shillcock       | Demi d'ouverture | 1er août 1997     | Leicester Tigers   |
| Oscar Beard           | Centre           | 20 novembre 2001  | Harlequins         |
| Olly Hartley          | Centre           | 19 février 2002   | Saracens           |
| Rekeiti Ma'asi-White  | Centre           | 3 février 2003    | Sale Sharks        |
| Max Ojomoh            | Centre           | 14 septembre 2000 | Sale Sharks        |
| Ollie Hassell-Collins | Ailier           | 17 janvier 1999   | Leicester Tigers   |
| Will Muir             | Ailier           | 30 octobre 1995   | Bath Rugby         |
| Cadan Murley          | Ailier           | 31 juillet 1999   | Harlequins         |
| Ollie Sleightholme    | Ailier           | 13 avril 2000     | Northampton Saints |
| Sam Harris            | Arrière          | 3 septembre 2003  | Bath Rugby         |
| Josh Hodge            | Arrière          | 23 mai 2000       | Exeter Chiefs      |

## Palmarès
- Churchill Cup :
  - Vainqueur : 6 fois (2003, 2005, 2007, 2008, 2010 et 2011) ;
  - Finaliste : 2 fois (2004 et 2009).